# Kazidomi
 (février 2020).
Kazidomi est une entreprise belge spécialisée dans l'eCommerce de produits alimentaires. 

## Histoire
La société a été fondée en 2016 par Emna Everard,,.
Kazidomi fonctionne avec une formule d'adhésion annuelle qui permet aux membres d'acheter les produits moins chers en échange du payement d'une cotisation chaque année.
La société livre partout en Europe mais est principalement active en France et en Belgique,.
Kazidomi a son siège social à Bruxelles et son entrepôt à Vilvorde.